# 24219 Chrisodom
24219 Chrisodom là một tiểu hành tinh vành đai chính với chu kỳ quỹ đạo là 1197.9140722 ngày (3.28 năm).
Nó được phát hiện ngày 7 tháng 12 năm 1999.